# 박진희 (기업인)
박진희(1972년 12월 23일~)은 대한민국의 기업인으로 (주)인큐텐 이사회 의장이다.

## 경력
- 2021.10~ (주)인큐텐 이사회 의장
- 2021.09~ 국민의힘 중앙위원회 상임고문
- ~2021.11 (사)한국직접판매사업자협회 회장
- ~2021.09 유니시티 인터내셔널 글로벌 엠버서더
- 2013.09~ 진시스템즈 대표이사
- 2001.09~ 아이디에스컴파니 대표이사
- 2000.12 스피드파크 이사
- 2000.01 아이프렌드 이사
- 1998.03~2001.09 유니크미디어서비스 대표이사

## 수상
- 2020 매경닷컴 대한민국 최고의 경영대상 인재경영부문
- 2019 충청남도 도지사 표창
- 2018 대한민국 윤리경영 대상 소통경영부문
- 2016 천안시장 표창패
- 2016 한국특허신문사 글로벌경영대상 유통부문
- 2013 유니시티 인터내셔널 글로벌 리더쉽 어워드
- 2011 한국특허신문사 유망특허기술대상
- 2010 월간경제인 올해를 빛낸 참다운 리더상 능률경영부문

## 저서
- 10년 후 (하루 2시간 투자로 경제적 자유를 얻는 방법) (2023.10.20. 유니크패밀리)
- 지니의 시스템 이야기 툰 (2017.09.13. 유토피아북)
- YES가 부른 다이아몬드 (2014.12.30. 유토피아북)
- 유니시티 사업 이야기 (2013.09.07. 유니크커뮤니케이션)
- 왜 바이오스 라이프 프랜차이즈인가 (왜 지금인가 왜 당신인가) (2010.09.15. 아이프렌드)